# Prostějov (distrito)

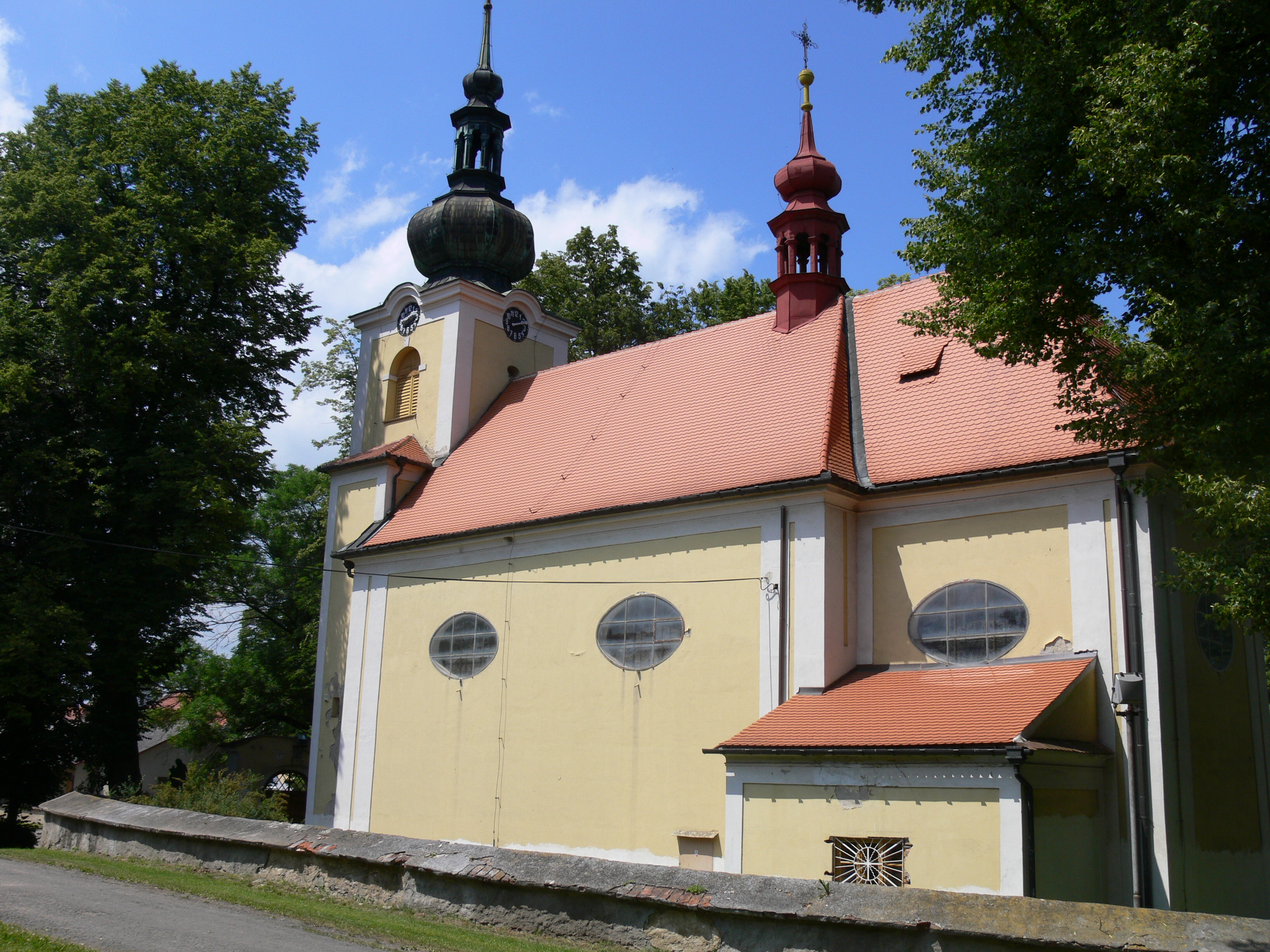
Igreja de São Jorge, localizada em Pivín, no distrito de Prostějov, na República Tcheca. A imagem, tirada em 18 de junho de 2006, mostra a fachada desta igreja histórica, um importante marco atualizado da região. A Igreja de São Jorge é um dos pontos de interesse de Pivín, destacando-se pela sua relevância cultural e religiosa no distrito de Prostějov.

Prostějov é um distrito da República Checa na região de Região de Olomouc, com uma área de 777,32 km² com uma população de 110 678 habitantes (2007) e com uma densidade populacional de 142 hab/km².

## Cidades
- Alojzov
- Bedihošť
- Bílovice-Lutotín
- Biskupice
- Bohuslavice
- Bousín
- Brodek u Konice
- Brodek u Prostějova
- Březsko
- Budětsko
- Buková
- Čehovice
- Čechy pod Kosířem
- Čelčice
- Čelechovice na Hané
- Dětkovice
- Dobrochov
- Dobromilice
- Doloplazy
- Drahany
- Držovice
- Dřevnovice
- Dzbel
- Hačky
- Hluchov
- Horní Štěpánov
- Hradčany-Kobeřice
- Hrdibořice
- Hrubčice
- Hruška
- Hvozd
- Ivaň
- Jesenec
- Kladky
- Klenovice na Hané
- Klopotovice
- Konice
- Kostelec na Hané
- Koválovice-Osíčany
- Kralice na Hané
- Krumsín
- Laškov
- Lešany
- Lipová
- Ludmírov
- Malé Hradisko
- Mořice
- Mostkovice
- Myslejovice
- Němčice nad Hanou
- Nezamyslice
- Niva
- Obědkovice
- Ohrozim
- Ochoz
- Olšany u Prostějova
- Ondratice
- Otaslavice
- Otinoves
- Pavlovice u Kojetína
- Pěnčín
- Pivín
- Plumlov
- Polomí
- Prostějov
- Prostějovičky
- Protivanov
- Přemyslovice
- Ptení
- Raková u Konice
- Rakůvka
- Rozstání
- Seloutky
- Skalka
- Skřípov
- Slatinky
- Smržice
- Srbce
- Stařechovice
- Stínava
- Stražisko
- Suchdol
- Šubířov
- Tištín
- Tvorovice
- Určice
- Víceměřice
- Vícov
- Vincencov
- Vitčice
- Vranovice-Kelčice
- Vrbátky
- Vrchoslavice
- Vřesovice
- Výšovice
- Zdětín
- Želeč